# 新冷戦

新冷戦における世界情勢は「 米国（赤色）と中露同盟（青色+紫色）」と二分し、アメリカと中国・ロシアの2つの対立陣営を中心に起こっている。

新冷戦（しんれいせん、英: New Cold War）または第二次冷戦（だいにじれいせん、英: Second Cold War、Cold War II）とは、21世紀の世界における大国間の経済的・軍事的な緊張や地政学的な様相を、かつての米ソ冷戦になぞらえて表現するために使用される用語である。

## 現時点での情勢
- 米・中・露の間のデータ比較

|                    | アメリカ合衆国 | 中華人民共和国 | ロシア連邦 |
| ------------------ | --- | --- | --- |
| 人口               | 3億2906万4900人 （世界第3位） | 14億1千26万人 （世界第2位）                                                                                            | 1億4587万2300人 （世界第9位） |
| 面積               | 962万8千m2 （世界第3位） | 960万m2 （世界第4位）                                                                                                  | 1710万m2 （世界第1位） |
| 名目総GDP          | 25兆351億6400万米ドル （世界第1位） | 18兆32億1197万米ドル （世界第2位）                                                                                     | 2兆1330億9200万米ドル （世界第10位）                                                                                              |
| 1人当たりGDP       | 7万6079米ドル （世界第6位） | 1万25米ドル （世界第68位）                                                                                             | 1万4623米ドル （世界第65位） |
| 通貨               | 米ドル（世界最大の基軸通貨） | 人民元（2010年代の基軸通貨）                                                                                           | ロシア・ルーブル |
| 首都               | ワシントンD.C. | 北京市 | モスクワ |
| 人口最多の都市     | ニューヨーク | 上海市 | モスクワ |
| 特別自治地域や属領 | カリフォルニア州・ハワイ州・アラスカ州・プエルトリコ | 香港・マカオ・チベット・ウィグル・内モンゴル                                                                           | サンクトペテルブルク・極東軍管区                                                                                                  |
| 施政の原則         | 民主主義-多元論-個人主義-人種のるつぼ | 独裁主義-無神論-集団主義-一つの中国                                                                                    | 独裁主義-一元論-集団主義-ロシア統一論                                                                                             |
| 主要な価値観・思想 | 信教の自由-報道の自由-消費主義-快楽主義 | 習近平思想-鄧小平理論-科学的発展観-中華思想                                                                            | プーチン思想-東方正教会思想-大祖国戦争-国民保守主義                                                                               |
| 政府権力の役割分担 | 地方分権-法治社会-差別禁止-州法 | 中央集権-人治社会-個人崇拝-政績評価系統                                                                                | 地方分権-人治社会-個人崇拝-政績評価系統                                                                                           |
| 司法実行状況       | 地方分権-法治社会-差別禁止-州法 | 中央集権-人治社会-個人崇拝-政績評価系統                                                                                | 地方分権-人治社会-個人崇拝-政績評価系統                                                                                           |
| 国全体の社会環境   | 銃社会-人権尊重-福祉国家-ポリコレ-アメリカン・ドリーム | 監視社会-自己検閲-警察国家-戸籍決定論-中国の夢                                                                         | 監視社会-自己検閲-警察国家-ホモフォビア-プロライフ                                                                                |
| 経済・貿易体制     | 資本主義-民営化-自由貿易-プライバシー権利 | 共産主義-国有化-改革開放-中国特色社会主義                                                                              | 資本主義-寡頭制-閉鎖経済-関税同盟                                                                                                 |
| 外交手段・対外態度 | 人道援助-新自由主義-経済制裁-アメリカ帝国主義 | 覇権主義-戦狼外交-世界革命論-社会帝国主義                                                                              | 覇権主義-国家主義-ロシア愛国主義-ロシア帝国主義                                                                                   |
| 国体と官僚制度     | 民主共和制-連邦共和国-大統領制-エリート制 | 戦区制-社会主義共和国-党総書記制-特権官僚制                                                                            | 威権制-連邦共和国-半大統領制-二頭政治                                                                                             |
| 政党と選挙制度     | 二大政党制-アメリカ選挙人団-政権交代-完全普通選挙 | 一党独裁制-傀儡政党制-人民民主独裁-民主集中制                                                                          | 複数政党制-傀儡政党制-政権交代-完全普通選挙                                                                                       |
| 現与党             | 共和党（数年ごとに改選） | 中国共産党（憲法上の永久与党）                                                                                         | 統一ロシア（不定期に改選） |
| 立法府             | アメリカ合衆国議会 | 全国人民代表大会 | ロシア連邦議会 |
| 司法府             | アメリカ合衆国最高裁判所 | 中国最高人民法院 | ロシア最高裁判所 |
| 中央政府           | アメリカ合衆国連邦政府 | 中国中央人民政府 | ロシア連邦政府 |
| 与党の最高機構     | 共和党全国委員会 | 中国共産党政治局常委会                                                                                                 | ロシア連邦政府 |
| 最高指導者         | アメリカ大統領：ドナルド・トランプ | 中国共産党総書記：習近平                                                                                               | ロシア大統領：ウラジーミル・プーチン                                                                                              |
| 国家元首           | アメリカ大統領：ドナルド・トランプ | 中国国家主席：習近平                                                                                                   | ロシア大統領：ウラジーミル・プーチン                                                                                              |
| 軍隊の最高責任者   | アメリカ大統領：ドナルド・トランプ | 中国共産党中央軍事委員会主席：習近平                                                                                   | ロシア大統領：ウラジーミル・プーチン                                                                                              |
| 副元首             | 副大統領：J・D・ヴァンス | 国家副主席：韓正 | 無し |
| 首相               | 無し | 国務院総理：李強 | 連邦政府議長：ミハイル・ミシュスチン                                                                                              |
| 現政権             | 第2次トランプ政権 | 習政権 | タンデム体制 |
| 現内閣             | 第2次ドナルド・トランプ内閣 | 李強内閣 | ミハイル・ミシュスティン内閣 |
| 公用語             | 無し（事実上は英語） | 普通話（つまり標準中国語）                                                                                             | ロシア語 |
| 宗教               | 77% キリスト教、18% 無宗教 2% ユダヤ教、1% 仏教、1% イスラム教、1% その他 | 73.5% 無神論・無宗教および中国民間宗教 15% 仏教、7.6% 道教、2.5% キリスト教、1.4% イスラム教                           | 71% キリスト教、15% 無宗教 10% イスラム教、4% その他                                                                              |
| 人種や民族構成     | 白人系アメリカ人 ラテン系アメリカ人、アフリカ系アメリカ人 アジア系アメリカ人、混血アメリカ人 ネイティブ・アメリカン、アラブ系アメリカ人 ヒスパニック及びまたは太平洋諸島に住むアメリカ人 | 漢民族 満洲人、モンゴル人、チベット人、ウイグル人 その他は中国の少数民族を参照                                         | ロシア人 ヴォルガ・タタール人、ウクライナ人、ベラルーシ人                                                                         |
| 建国時間           | 1783年（建国から241年経過） 米国建国（戦争でイギリスに勝利し、国として独立） | 現政権としては1949年（建国から73年経過） 国としては秦王朝（約2000年前） 中華人民共和国開国大典（毛沢東による建国宣言） | 現政権としては1991年（建国から33年経過） 国としては1721年（約300年前） ベロヴェーシ合意（ソ連の解体による現在のロシア連邦の成立） |
| 建国者             | ジョージ・ワシントン | 現政権は毛沢東、国は始皇帝                                                                                             | 現政権はボリス・エリツィン、国はピョートル1世                                                                                     |
| 国家軍隊の名称     | アメリカ軍 | 中国人民解放軍 | ロシア連邦軍 |
| 毎年の軍事費       | 約6490億米ドル （世界第1位） | 約2500億米ドル （世界第2位）                                                                                           | 約617億米ドル （世界第3位） |
| 軍事力             | 世界第1位の軍事科学を保有 世界第2位の陸軍人数を保有 世界第1位の海軍艦数を保有 世界第1位の空軍機数を保有 全世界に米軍基地を設置                                                           | 世界第3位の軍事科学を保有 世界第1位の陸軍人数を保有 世界第3位の海軍艦数を保有 世界第3位の空軍機数を保有                | 世界第2位の軍事科学を保有 世界第4位の陸軍人数を保有 世界第2位の海軍艦数を保有 世界第2位の空軍機数を保有                           |
| 核ミサイル数       | 6450個 （世界第2位） | 500個 （世界第3位） | 7000個 （世界第1位） |
| 核兵器保有量       | 6450個 （世界第2位） | 500個 （世界第3位） | 7000個 （世界第1位） |
| 国力               | 世界第1位の超大国と軍事大国 | 世界第2位の超大国 | 世界第2位の軍事大国 |
| 外交の影響力       | NATOの盟主 G7の盟主 UKUSA協定の盟主 米州機構の盟主 OECDの加盟国 国連安保会の理事国 | BRICSの加盟国 一帯一路の盟主 上海協力機構の加盟国 国連安保会の理事国                                                   | BRICSの加盟国 独立国家共同体の盟主 ユーラシア経済連合の盟主 上海協力機構の加盟国 国連安保会の理事国                               |

アメリカに同調しないEUおよびNATO所属のヨーロッパ諸国や、中国からの侵攻を防ごうとする台湾や韓国、日本、フィリピン、ベトナム、モンゴル、オーストラリア、さらにロシアの影響から抜け出したいウクライナやフィンランド、カザフスタン等の国々が関わり、国際情勢は非常に複雑に絡み合っている。
2021年3月25日、アメリカ大統領のジョー・バイデンは記者会見で、米中関係を「21世紀における民主政治と独裁政治の間の戦争」と定義し、翌26日にはホワイトハウスがこれを公式に発表した。日本のメディアでは「民主主義と専制主義の闘い」や「民主主義と権威主義の衝突」などに訳すこともある。
2022年2月24日、ロシアによるウクライナ侵攻が開始した。
2023年3月22日、中国共産党総書記の習近平とロシア大統領のプーチンが首脳会談を行い、会談後に中国外交部は「中露両国の関係は歴史上最高のレベルに達し、ともに米国のインド太平洋戦略を牽制する」と声明した。これにより、「西側諸国」対「中露」の新冷戦が公式に明確となった。
2023年4月4日、フィンランドが北大西洋条約機構（NATO）に加盟して31番目の加盟国となり、NATO軍は欧州北部に対中露連合軍の防御工事を建造し始めた。
2023年8月31日、中国政府は中国の領土・領海の範囲を示す「官製地図」を公表し、全アジアから猛烈な反発や抗議を招いた。
2023年10月7日、パレスチナ自治区の内ガザ地区を支配するハマスがイスラエルを攻撃。2023年パレスチナ・イスラエル戦争が始まる。
2024年2月26日、スウェーデンがNATOに加盟、32番目の加盟国となる。

## 前史

### ソ連の崩壊と旧冷戦の終わり
新冷戦（Cold War II）という言葉は、もともと1970年代の後半、アメリカ大統領ニクソンの訪中や米ソデタントによって変わってきた世界情勢を示すものであった。
しかし、1980年代の後半にソ連で「ペレストロイカ」や「グラスノスチ」と呼ばれる国内改革が行われ、ソ連の対米の政策が「敵対路線」から「親善路線」に転じていた。その後、東欧革命やベルリンの壁崩壊をへて、ソ連の崩壊と伴って冷戦自体は無くなった。米ソ冷戦の終結について、新保守主義の政治家フランシス・フクヤマは1992年に『歴史の終わり』という本を書き、日本右翼の政治学者藤原帰一も1993年に「米中冷戦の終わりと東南アジア」という論文を発表した。
ソ連の解体によって再び独立されたロシア連邦は従来の一党独裁をやめて、西側寄りの複数政党制と資本主義経済に移行しているが、ボリス・エリツィンからウラジーミル・プーチンの統治にかけてロシアは本物の民主国家にならず、権威主義国家となった。一方、共産圏での第二の大国である「中華人民共和国」は、社会主義市場経済という政策によって高速的な発展を続けているが、政治面は中国共産党の一党独裁のままであり、「六四天安門事件」のような民主化運動がすべて厳しく弾圧されている。

### 「米ソ旧冷戦」から「米中新冷戦」へ
旧冷戦が終わった後も、台湾海峡や朝鮮半島をめぐって米中の間では軍事的な緊張は続いており、北朝鮮の核開発脅威や台湾海峡危機などの状況は年々深刻化している。1996年には、早稲田大学教授の李鍾元が「東アジアでの冷戦がまだ終わっていない」をテーマして「東亜冷戦」の情勢を分析し、自民党の中川昭一も「米中新冷戦」の可能性について議論したが、1990年代の中国はまだ「超大国としての経済力」を持っていなかったため、すでにソ連に勝利した米国は中国を対等な競争相手とはみなさなかった。当時の日本では「新冷戦」や「米中冷戦」という用語が冷戦後でしばしば使われていたが、国際的にはそこまで広く知られることが無かった。
アメリカ国防総省の総合評価局長だったアンドリュー・マーシャルは、1989年に「中国の経済が日本を超えるあの日は、米中冷戦が到来する日だ」と予測した。2010年代に入ると、中国の経済はついに日本を超え、政治面や軍事面でも台頭しはじめた。習近平政権は香港への直接的な弾圧、台湾・韓国・日本・米国への執拗な認知戦術、一帯一路の参加国への「債務の罠」攻勢や、インフラ開発競争、南シナ海周辺国への度重なる軍事挑発など多くの「超限戦」の作法を始めている。中国と西側諸国との関係は急激的に悪化され、アメリカも米国優位の一極体制を維持し出来なくなった。これにより、米中両国は経済・金融・軍事・情報・宇宙・環境問題・エネルギーなどの分野でさまざまな対立が生じ、この現象を「新冷戦」と呼ぶようになった。

### NATO対ロシア
1990年代前半、ソ連の崩壊とともに、米露関係は一時的に良好な方向に向かっていき、イスラム過激派への「対テロ戦争」の時期では蜜月関係を持っていた。しかし、1999年に東南欧のユーゴスラビアで「コソボ紛争」が起こり、ロシアの大使館が誤爆される事件が発生したことにより、ロシアとNATOとの対立が見られるようになり、中国もロシアの立場に同調して米国に抗議した。
21世紀に入ると、ヨーロッパに位置するソビエト連邦構成共和国のうち、ベラルーシとウクライナを除くすべての国々が、EUやNATOなどの旧西側諸国の国際機関に加盟した。この結果、東欧で米国の影響力が急速的に大きくなり、米国と中露の関係は、再び対立と友好の間の微妙な状態になった。
欧米の影響力に対抗するため、ロシアは中央アジアの旧ソ連諸国を経済一体化させて「ユーラシア経済連合（EEU）」を創設し、中国とともに「上海協力機構（SCO）」という政治同盟を作った。これにより、米国とEUの東方拡大やNATOによるアフガニスタン介入に警戒しながら対応していた。

### 中露の接近

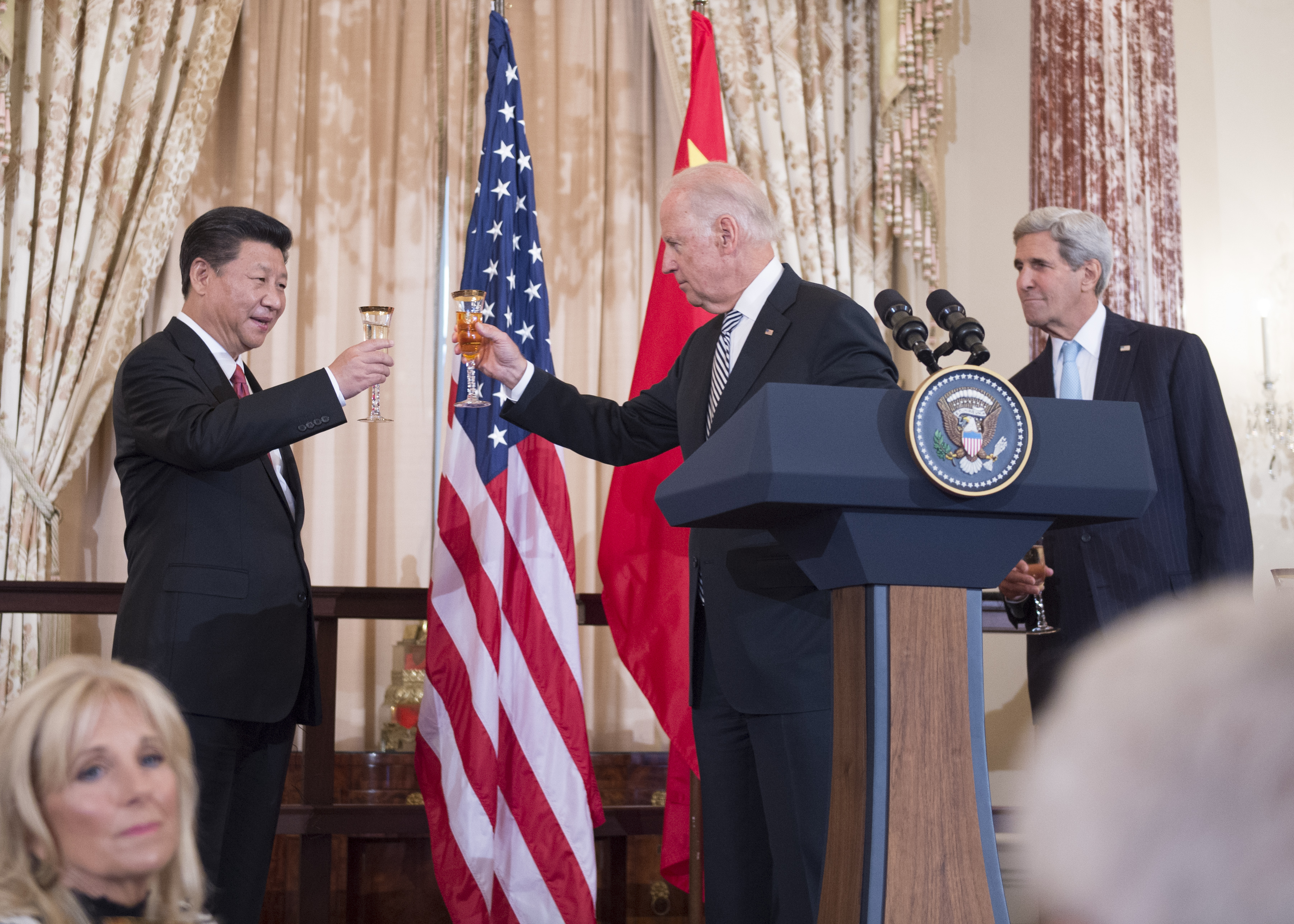
2012年2月、アメリカ合衆国のワシントンD.C.で行われた新冷戦時代のライバル超大国のリーダー、ジョー・バイデン副大統領と習近平副主席の会談。

ロシアはソ連時代のような広大な領土や強大な影響力を取り戻すために、2000年代から継続的に中国との関係を強化し続けている。旧冷戦時代のように中国をアジアで放置し、東欧で米国と対立するという戦略は無くなった。2007年、中露は国連安保理でミャンマー、シリア、ジンバブエなどの独裁国家への制裁決議になんども拒否権を行使していた。
2010年代に入り、中露両国の友好関係はさらに深まり、対米緊張がつづく中では中露連合軍が「イラン」というシーア派のイスラム国家とともにオマーン湾で軍事演習を行っていた。「アメリカの裏庭」といわれる中南米では、堂々と反米を掲げる「ベネズエラ」という世界最大の原油所有国へ航空機を派遣して物資を支援し、ソ連最大の軍事演習であった「ザーパド81」を超える冷戦後最大の軍事演習「ボストーク2018」も行い、アメリカを脅威して牽制しようと図った。

### 対中包囲網
2020年代、中国は習近平の指示のもとに「戦狼外交」と呼ばれる外交攻勢を展開していて、この殺意の高い外交戦を対処するために台湾、日本、韓国、アメリカ、フィリピン、インド、カナダ、フランス、イギリス、ドイツ、イタリア、オーストラリアなどの国々が一気に団結され、「G7」「クアッド」「ANZUS」「AUKUS」「ファイブ・アイズ」「D10」といった組織を組み合わせて「対中包囲網」を築こうと試みている。
- G7（政治・経済）：アメリカ、イギリス、フランス、ドイツ、イタリア、日本、カナダ
- D10（Democracy 10、民主主義10ヶ国）：G7、オーストラリア、インド、韓国[45]
- クアッド（Quadrilateral Security Dialogue、Quad）（気候変動・感染症対策など広範囲）:日本、アメリカ、オーストラリア、インド
- ANZUS（防衛・軍事）：アメリカ、オーストラリア、ニュージーランド
- AUKUS（防衛・軍事）：アメリカ、イギリス、オーストラリア
- ファイブ・アイズ（情報）：アメリカ、カナダ、イギリス、オーストラリア、ニュージーランド

## 経緯

### 米露対立

#### ロシアによるグルジア戦争（2008年）
ロシアの大統領プーチンはロシア国内の寡頭集団を一掃し、民主選挙を経ながらも個人独裁や個人崇拝の体制を揃えていき、アメリカへの対抗を顕著に表すようになっていった。
2008年のジョージア（当時のグルジア）とロシア・南オセチア・アブハジア間の南オセチア紛争の際、アメリカは2008年8月20日に予定されていたアメリカ・カナダ・ロシアの3ヶ国合同軍事演習を中止した。アメリカ国防総省は「今後はロシアの行動次第で、軍事関係を大きく変更する」とコメントし、ロシア側を牽制した。
当時北京五輪の開会式に共に出席したアメリカ大統領のブッシュや五輪開催国である中国共産党中央委員会総書記の胡錦濤とこのことを協議したロシア首相のウラジーミル・プーチンは帰国後、アメリカCNNに対し「大統領選挙で対露タカ派のマケイン共和党候補を有利にすべくブッシュ政権が煽動した」と厳しくアメリカを批判した。
ロシアはアメリカがポーランドにMDを配備する事について懸念を示しているもし、ポーランド（もしくはリトアニア）にMDが配備されたならば、ロシアはミサイルの照準をヨーロッパに向けざるを得ないとロシア側は表明した。
ただ、グルジア紛争が起きた当時は、プーチンが冷戦再来を否定したこともあり、米露両国が冷戦状態という見方はあまり広がらなかった。ところが、2014年3月にウクライナ情勢が悪化し、ロシアが一方的に軍事介入したことで米欧諸国とロシアの対立は決定的となった。
2008年8月26日にロシア大統領のドミートリー・メドヴェージェフはアブハジアと南オセチアの独立を承認する大統領令に署名した。同日のマスコミのインタビューでメドヴェージェフは「冷戦再来の展望も含め、何も我々を恐れさせることはできない」と述べ、冷戦再来を恐れていない考えを示した。
一方、首相のウラジーミル・プーチンは9月11日に官僚や専門家を集めた会合の中で新冷戦を否定している。

#### プーチン政権の独裁化（2009年‐2010年）
経済面では中国のほうが肥大化していくが、1990年代から2010年代までの間に、米軍と堂々と衝突しているのはロシア軍のみだった。
2009年9月17日には、アメリカが米露関係の最大の懸案であった東欧ミサイル防衛構想の中止を決定、ロシア側はこれを歓迎し、対抗ミサイルの配備中止を決定した。これにより、「新冷戦」とも形容された米露関係は改善された。しかし、ロシアが世界同時不況などでアメリカに対して批判的なスタンスを取っていることは変わらず、また、一部の反米諸国の首脳が反米国家同士の連帯を呼びかける動きも見られた。
2010年2月5日、メドヴェージェフが、2020年までの国防方針となる新軍事ドクトリンを承認した。「核戦争の回避」を最重要課題としているものの、核兵器をロシアの国防の中核と位置づけることに変化はなく、NATOの東方拡大およびアメリカのミサイル防衛を軍事的脅威とし、アメリカを牽制する内容となっている。
2010年6月に、アメリカでFSB（ロシア連邦保安庁）のスパイとされる10人が逮捕された。プーチンは、「一般市民を投獄しており、（アメリカの）警察当局は制御不能になっている」とアメリカを批判、ロシア外務省も非難声明を発表した。これに対しアメリカ側は「米露関係に影響は及ぼさない」とし、対立解消に努めた。オバマ政権発足以降、改善に向かっていた米露関係が再び冷え込むと思われた。
ただ、プーチンは批判のトーンを抑えており、さほど大きな悪影響は及ぼさないと言う見方もあった。最終的には10日あまりで両国がスパイ交換を行い、関係悪化は回避された。
2010年11月30日、メドベージェフは、年次教書演説で「（欧州MDの協力で）合意できなければ軍拡競争の新たな段階が始まり、新たな攻撃システム配備を決断せざるを得ない」と述べ、米欧諸国を牽制し、NATOとの対等な関係の構築を強く主張した。
また、プーチンは同年12月1日にCNNの番組のインタビューで、もしアメリカとの新START（新戦略核兵器削減条約）の批准に失敗した場合には、ロシアは核戦力を強化せざるを得ないと言う旨の発言をし、更に「それを選んだのは我々では無い。我々が望んでいるわけでは無い。だが、これは我々側にとっての脅威では無い」、または「協調的な取り組みで合意できなければこうなることは、我々全員が予想していた」と述べた。オバマは批准に積極的な姿勢を示していたが、野党の共和党内ではロシアの増長に対する警戒感から、議会での採決を遅らせる動きも出た。

#### アメリカの東欧ミサイル防衛構想（2010年‐2013年）
プーチンによる強烈的な反米姿勢を対応し、大統領のバラク・オバマは東ヨーロッパで幾つの核ミサイル発射場を造り、軍事力での強さを利用して「ロシアとの友好関係をゼロから再構築したい」と宣言した。
2010年12月17日、ロシア首相のウラジーミル・プーチンは、2015年までにロシア政府が使用しているコンピュータのソフトウェア（OS含む）を自由ソフトウェアに置換するよう命じた。ソフトウェアをアメリカ企業であるマイクロソフト社に依存している現状からの脱却を目指しているとされる。また、プーチンは周辺の国々から構成されるユーラシア連合構想を打ち出している。
2011年5月18日、メドベージェフはアメリカが推進する欧州ミサイル防衛構想について、「これは非常に悪いシナリオだろう。われわれを冷戦時代に逆戻りさせるシナリオだ」と語った。また、これに先立って2011年5月16日には、ロシア外務次官のセルゲイ・リャブコフが2011年2月に発効したばかりの新STARTからの脱退もあり得る旨も表明し、アメリカ側を強くけん制した。

#### ロシアによるクリミア併合（2014年）
黒海での永久不凍港を強奪するため、ロシアはウクライナの南部に浸透戦略を行った。2014年2月にウクライナで起きた反政府運動によって親露派のヤヌコーヴィチ政権が事実上崩壊し、自由民主主義の価値観を信じるウクライナ親米欧派は、ロシアの過激な軍事行動により政権を手に握った。
プーチン政権支配下のロシアは予告も無く、ウクライナ南部のクリミア自治共和国に軍隊を進駐させ、当地を公然とロシア領に編入した。ロシア軍隊はウクライナ東部のドンバス地区で平民を偽装して結成させたノヴォロシア人民共和国連邦（ドネツク人民共和国・ルガンスク人民共和国）の支配地域で軍事衝突が起こった。さらに2022年にロシアがウクライナに全面侵攻しアメリカやEUなどが金融制裁を課し、米欧とロシアとの間の緊張は一気に高まってきている。

### 米中対立

#### 中国の軍備拡張（2011年‐2014年）

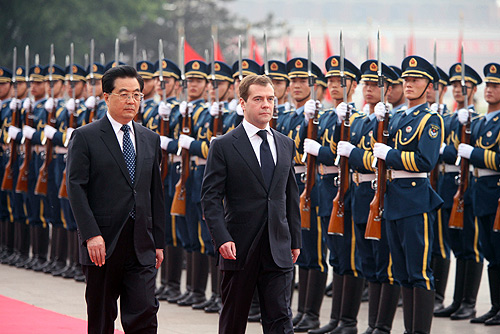
胡錦濤総書記とドミートリー・メドヴェージェフ大統領が一緒に観兵式を見学する。

米国に対して強烈な主張をしているロシアとは反対に、2010年代の中国は米国と平和的な外交関係を維持していた。
2011年11月9日、アメリカ国防総省が「エア・シーバトル」（空・海戦闘）と呼ばれる特別部局の創設、中国の軍拡に対する新たな対中戦略の構築に乗り出していることが明らかとなった。この構想には中国以外の国々は対象に入っていないとアメリカ側は事実上認めており、あるアメリカ政府高官は「この新戦略はアメリカの対中軍事態勢を東西冷戦スタイルへと変える重大な転換点となる」と述べた。
2012年11月15日、中国共産党では総書記（中国最高指導者の役職）が胡錦濤から習近平に変わり、2013年に入ると元NSA職員のエドワード・スノーデンが香港からロシアに亡命した（理由はスノーデンの項目を参照）ことなどから米露関係はさらに冷え込み、オバマは「両国関係の一時停止が適切」「ロシア側で反米的な言動が増えた。ロシアは古くさい冷戦時代の固定観念に陥ってしまった」などと批判、ロシア側もアメリカを強く批判しており、米露関係に暗雲が垂れ込めた。

#### 中露の同盟化（2015年-2017年）

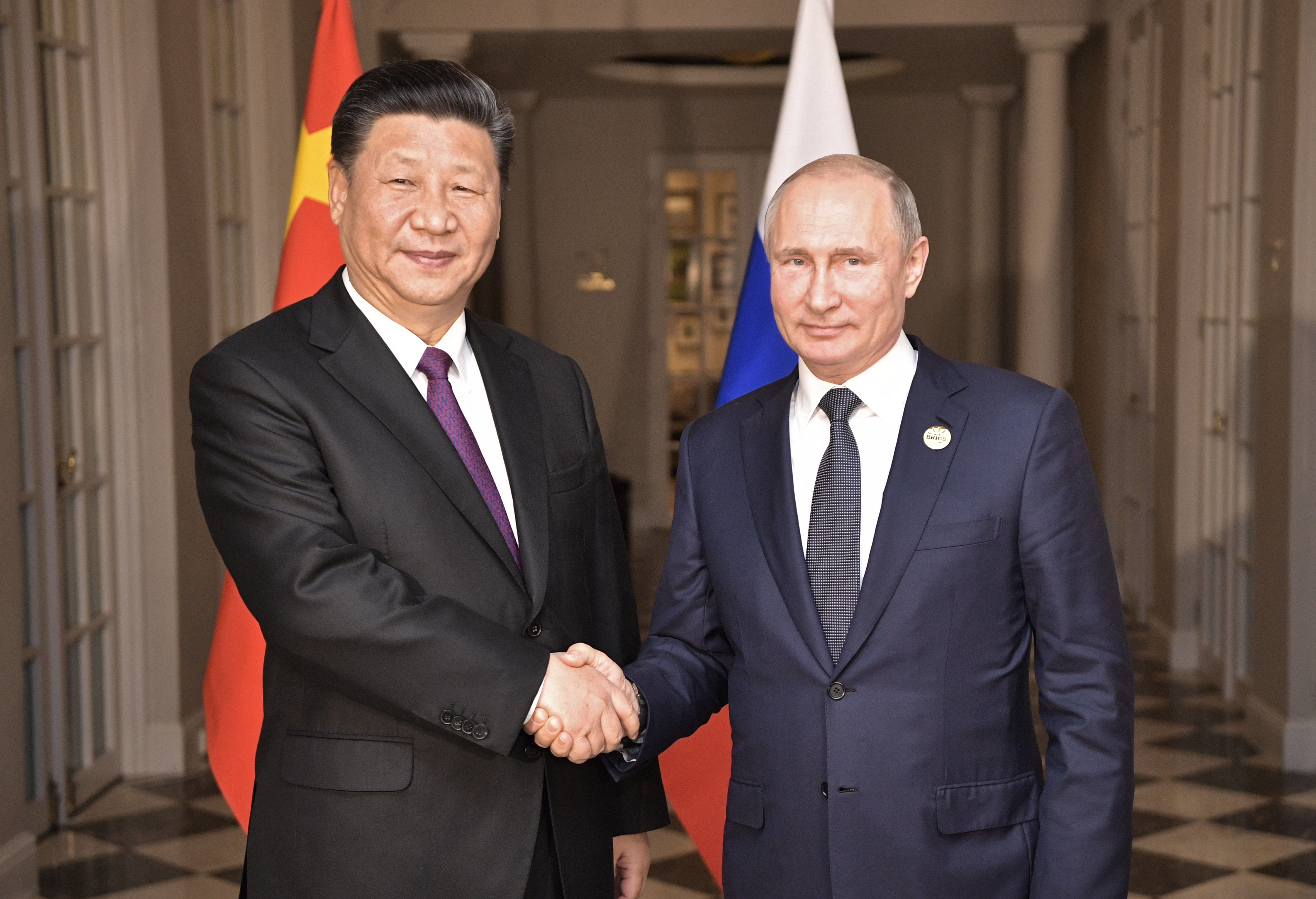
中露軍事同盟、習近平総書記とウラジーミル・プーチン大統領の会談。

中国はアメリカとの友好関係を築きたいと表明する一方で、ロシアとの経済や軍事連携も加速させていた。
2015年12月31日にロシアのプーチン政権が安全保障政策の指針として発表した「ロシアの新安全保障戦略」では「西側」という表現で新冷戦を匂わせたうえで日米両国のミサイル防衛を批判して中国との関係を重視するとし、2016年5月には初の中露合同ミサイル防衛演習を行い、ロシア最新鋭の地対空ミサイルであるS-400やSu-35が中国側に供与された。
また、中露両国は歴史問題における対日・対独協調を深め、2015年のモスクワの対独戦勝70周年記念パレードと北京の中国人民抗日戦争・世界反ファシズム戦争勝利70周年記念式典の何れも中国共産党総書記の習近平とロシアのプーチンは互いに隣に座って赤の広場と天安門広場で中国軍とロシア軍の儀仗隊を行進させた。
2017年12月18日にアメリカのトランプ政権が安全保障政策の指針として初めて発表した国家安全保障戦略では「原則ある現実主義」「力による平和」を掲げ、中国とロシアをアメリカや既存の国際秩序に挑戦する「修正主義国家」「競争相手」と位置付ける一方、中露両国とは「アメリカの国益を守る前提で協力を目指す」として冷戦時代の競争と協調のように硬軟両様で対応することを述べた 。

#### 米中貿易戦争と習近平政権の台頭（2018年-現在）
中国は2000年代から2010年代まで、その安い労働力、西側諸国との友好関係、発展途上国としてのゼロ関税優待など三つの手段を活かし、劇的な経済成長を遂げた。しかし中国は安い労働力やアメリカとの平和関係を利用して、アメリカから軍事技術を盗んだり、ハイテク会社の知的財産権を買収したりした。
トランプ政権はそれを全て奪い返そうと睨み、中国共産党の官僚たちがアメリカに置いていた財産の一切を没収し、2018年から中国の習近平政権に「米中貿易戦争」という経済攻勢を掻け続けた。元はそれほど軍事的な対立が無かった米中関係は、これによって「修復不可能の関係」へと変化していった。この2018年に勃発した米中貿易戦争こそ「米中新冷戦の始まり」という意見もある。
当時の中国の経済総量は国内総生産（GDP）で換算すると、アメリカに次いで世界2番目に大きく、2020年のGDPは14.86兆USドル、2020年の購買力平価（PPP）は23兆97億800万ドルとなり、世界最大級の経済体に分類できる。しかし、一人当たりのGDPは約1万25USドルであり、これは北アフリカや中央アジアの国々と同程度である。
2019年4月29日、米中貿易摩擦の激化を受け、アメリカの中長期的な外交戦略を担うアメリカ国務省政策企画本部長のキロン・スキナーは『米ソ冷戦時代、我々の戦いは謂わば西側の家族間の争いのようなものだった。しかし、今後アメリカは史上初めて「白人（コーカサス人種、Caucasian）文明」ではない「中国文明」との対決に備えていく』と表明した。それは米中冷戦を「文明衝突」だと定義付けた。
中国の習近平政権はのこの「初めての米中対立」に「中国は覇権を求める意思がなく、アメリカを敵視する意思もない」と表明したが、中国共産党の建国100年を迎える2049年までには「確実に米軍の総核ミサイル数を追い抜く」と宣言した。

### 「米欧vs中露」対立の本格化

#### 中国による新型コロナやティクトック拡散（2019年-2024年）
2020年代に入り、中国湖北省の武漢市で発生した新型コロナウイルスは世界的な大流行により、全世界の経済は停滞し、世界中の人々の生活はコロナ禍の影響で大きく変化し、「反中の世論」が一気に世界へ広まることにもなった。
感染症が中国国内で猛威を振るう中、習近平政権は医療救済よりも、政治的な『香港国家安全維持法』を優先し、香港人を「廃青」（廃人と同然な香港青年）と呼んだ。これにより香港人は中国政府に対して嫌悪感を持つようになり、25年の間持続していた「一国二制度」は2019年に形骸化、つまり事実崩壊してしまった。
さらに習近平支配下の中国は経済力の上昇を楯に「台湾の武力統一、アメリカ経済の超越、国際社会へのTikTok洗脳」という三つの目標を掲げ、ロシアと軍事・経済の一体化を図った。
2021年1月、米中の間の対立は激化し、アメリカのバイデン新政権は民主国家との同盟関係を構築し続け、中国の習近平は「米中が新冷戦を仕掛ければ、世界は分裂の渦を招くだろう」という評価を残した。
バイデン政権発足後、2021年3月に米国史上初の『国家安全保障戦略』が発表された。この戦略では気候変動や全民医療などの件に関して、どうやって米国の国益への良影響を促進するのかを明細に書いており、トランプ前政権の官僚たちも国家安全保障戦略に従い、ヨーロッパやEUの政治場をどんどん踏み込んでいく中国を「アメリカ唯一の競争相手」として扱った。

#### ロシアによるウクライナ侵攻（2022年-現在）
2022年2月24日、ロシアがウクライナに侵攻したことで「アメリカ対中露」の新冷戦が本格的に始まった。。
中露両国は141ヶ国が採決する国連総会の非難を受けて、親露派の指導者が政府を握るシリアやベラルーシなど5ヶ国が国連で反対票を投じた。それに対して、日本・アメリカ・EU・イギリス・オーストラリア・シンガポールなどの西側諸国に加え、永世中立国であるスイス、冷戦下も中立の立場を守ってきたフィンランドやスウェーデンも賛成票を投じ、さらに対露の制裁を集団的に科した。
一方、ロシアは2022年5月31日に自国に経済制裁を科している48の国々と地域を「非友好国」と公式的に指定し、西側諸国との対立を「正面で受け取る・直ぐやり返す」の態度で対応している。

#### 陣営の構築（2022年-2025）
- 西側諸国の団結一致

2020年代には習近平政権が台頭しはじめ、香港・台湾・ウィグル・チベットへの覇権主義的な抑圧を強めていることや、コロナの流出地は中国の武漢ウィルス研究所であるという主張を認めないことから、西側諸国は「中国共産党そのもの」に対する警戒心は常態化していた。また、いまの中国は台湾・韓国・日本・米国に対する認知洗脳・債務陥穽および軍事挑発などのシカケを執りつつ、こして西側諸国との関係はさらに悪化していく。
2022年のロシアによるウクライナ侵攻により、西側諸国は「G7、EU、NATO、OECD、Quad、IPEF、ANZUS、AUKUS、D10」などの既存機構の経済機能を強化させ、中国経済よりも穏健な欧米経済圏の力を使って、中露からの軍事拡張を阻止しようとしている。2023年以降、NATOは「中国軍」を過去最大の敵であった「ロシア軍」に書き換え、米ソの間の冷戦以外、初めての脅威として認めている。
前述のようにこれまで中立の立場を崩さなかったフィンランド、スウェーデンの北欧2ヶ国は、隣国によるウクライナ侵攻のショックを受けてNATOへの加盟を申請した。2023年4月4日、フィンランドは一足先にNATOを加盟し、1948年以来、75年間も続けていた中立政策を放棄した。中露連合軍隊からの攻撃を防ぐため、ロシアとの接触国境線を1340キロメートルまでに延ばさせ、フィンランド軍もアメリカ軍と連携し、北ヨーロッパで防御工事を作り始めている。
2024年2月26日、スウェーデンのNATOへの加盟申請が成功された。もともと承認していなかったハンガリーは与党の政権交代により、スウェーデンの加盟を認め、NATOの32番目の加盟国となる。
- 中露の反米連携

中露両国は「米国を中心とする西側諸国」との対立で利害関係が一致するため、協力や同盟関係を求めようと中露の首脳が急接近した。
2023年3月22日、中国最高指導者の習近平とロシアのプーチン大統領の間に首脳会談が行われ、会談後、中国の外交部は「中露両国の関係は歴史上最高のレベルに達し、共同にアメリカのインド太平洋戦略を牽制する」という声明を出して、「西側諸国対中露」の新冷戦の対抗陣営はこの公式記録によって明確化されていた。
2023年4月4日、ロシアはNATOに加盟したフィンランドの政府官員や大手企業に対して懲戒処分を科そうと宣言した。西側からの経済制裁を解消する手段として、ロシアのプーチン政権は中国傘下の「一帯一路」や「上海協力機構」などの国際組織を加盟しつつ、米中の貿易戦をアメリカの集中力を分散させる隠れ蓑に扱い、ロシア自身がヨーロッパへの軍事進攻を専念とする。

#### 中国経済の成長の停滞（2023年-現在）
- 中国の経済危機

2023年4月では中国の若年層（18歳から36歳まで）の失業率が20％以上に突破され、世界最高の失業率に到達している。いまの中国経済は米中貿易戦争での敗戦、コロナ禍・ゼロコロナ政策、オーストラリアからの石炭禁運、全世界から中国の半導体産業への封鎖、発展途上国としての優遇解消など様々な事情により、全世界から除外されて「半衰退期」の状態に入っている。
2023年5月、日本内閣府や日本総研などの機関は、「中国国内の消費にかかる伸び悩みが多く、景気回復の勢いはすでに鈍化している」と発表した。また6月、国連や日本財務省は中国経済に「仕事を提供できる会社がどんどん無くなる故、予想外の不振になった」の評価もつけ、イギリスが取り除かれたEU全体のGDPは第1四半期から完全に中国を超えている。
2023年7月、北京大学の経済研究院は中国政府から貰ったデータを換算してみると、中国の事実失業率はすでに46.5%を超え、IMF（国際通貨基金）とPMI（購買担当者景気指数）は中国経済を「半衰退期に止まっている」や「心肺停止のゾンビ」と酷評した。2024年12月には個人消費は再び上昇傾向にあるが、社会主義経済と資本主義的なグローバリズムの矛盾に直面している。
- アジア諸国から中国政府への反発

2023年の3月以降、中国政府は上海や北京などの重要都市で理由を布告せず、日本を含む各国の商会幹部をランダムに「外資系スパイ」として認定し、逮捕させて投獄をし続けている。こうして在中の外資系企業は中国政府への不信感も最大限に高まり、世界中の大企業もこの影響下で中国からの脱出を加速させている。
2023年8月31日、中国政府は中国の領土・領海範囲を示す「官製地図」を公表し、この中には「台湾全域、日本の尖閣諸島、インドのアルナチャルプラデシュ州、インドネシアのナトゥナ諸島、マレーシアのマレー半島・ボルネオ島の北部水域、シンガポールの東領海全域、フィリピンのパラワン島、ベトナムの東海洋諸島」を全部中国領と標記され、全アジアから猛烈な抗議の声を上げた。中国はこれまで「九段線」と呼ぶ独自の国境線を設定し、南シナ海の大半を中国の領海に含めてきたが、最新地図では境界線が「十段線」に改められた事により、南シナ海のほぼ90％が中国領になっている。

### トランプ大統領の就任以降(2025-現在)
1月20日に米大統領に就任したドナルド・トランプは今までの外交から打って変わってウクライナを非難。会談でトランプ大統領がゼレンスキー大統領を非難したことでウクライナを支援していた欧州各国は反発しており、西側諸国の足並みは崩れている。

## 世界の動き

### 日本
日本はアメリカの同盟国として、「対中国側の尖閣諸島」と「対ロシア側の北方領土」に関わる軍事演習を基づいて、日本の海域領土での迎撃ミサイルシステムや広域魚雷工事を整え、さらにパワーアップしようとする。それを担う自衛隊は過去最大規模の訓練・教育・配置を進行し続けていて、「中露は仮想敵国」という意識を強化させている。
米中・米露対立が深まった2010～2020年代には中露両国は日本海で初の島嶼上陸訓練を行い、爆撃機などで日本海上空で初の共同警戒監視活動も行われ、日本の航空自衛隊が尖閣諸島上空を領空侵犯する90km手前の中露両国軍機に針路変更を促す事態にもなった。また、中国が南シナ海に進出している事について元内閣総理大臣の安倍晋三は中国側を強く牽制した。
2020年、尖閣諸島問題において中国側が武器使用を認められる海警法を独断で制定し、日本政府は｢尖閣諸島に中国軍が上陸すれば日本側も中国に射撃する｣などと猛烈に反論するなど、安全保障面で日中対立が深まっている。2021年、元総理の安倍は台湾問題に言及し「台湾有事は日本有事でもある」、「（尖閣諸島などの）日本の領土は日本自身で守る」と中国を批判し、中華人民共和国の最高指導者である習近平を名指しで批判した。
数日後、中国外交部は「中国人民のレッドラインを超えたら、頭に血を流す」と厳しく日本政府を批判した。その後も安倍は中国に対する批判を続け、「一国会議員の発言が中国政府に注目されるとは大変光栄であり、感謝する」と発言し「中国による領土拡大や軍事的増強は中国自身の自殺行為」と批判した。中国外務省は「台湾は日本の一部ではない」と反論した。

### ヨーロッパ・トルコ
EUなど欧州諸国は、経済的には中露と密接な関係にありながらも軍事的にはNATOに加盟するなどの事から、やはり中露よりアメリカの伝統影響力のほうが強い。さらに、クリミア危機やウクライナ侵攻により欧米と中露間の対立が激化した。しかし2025年トランプ大統領就任以降アメリカによるEUへの20%の関税やウクライナ支援停止の影響で関係悪化。欧州はアメリカ依存からの脱却を目指している。
トルコは、2016年トルコクーデター未遂事件をきっかけに欧米と対立するようになり、NATO加盟国でありながらもロシアに接近し、ロシア製兵器の購入をするなりの親露姿勢を強調していたため、欧米から経済制裁が出されるなどし、対立が一時期激しい時もあり、アラブ諸国からカタールを巡って見離されることもあったため、イランとの関係も強化していた（ただロシアとは、ナゴルノ・カラバフ戦争やシリア内戦・リビア内戦・ウクライナ問題では両者は対立している）。2021年頃から中東諸国と関係改善に乗り出し、更には対立していた欧米との関係改善にも乗り出した。ウクライナ侵攻では、ロシアとウクライナとの友好関係を活かし仲介役を務めたり、ウクライナ産穀物の輸出再開の仲介役を国連と合同でするなりの大活躍を果たしたため、現在は欧米・ウクライナとロシアの架け橋である。

### 旧ソ連諸国
ソ連崩壊に伴いソ連からの独立を果たした中央アジア諸国は独立以来、中国やロシアと友好関係を築いていた。しかし、アフガニスタン紛争や対テロ戦争以降アメリカへ接近する国々が相次ぎ、中露の反対していたイラク戦争を支持・派兵したカザフスタンを初めアメリカ軍の駐留を認めるなどの傾向が見られた。
キルギスのチューリップ革命やウズベキスタンでの反政府運動といった民主化運動にアメリカの影響がちらついた事で、非民主的政権の多い中央アジア諸国ではアメリカと距離を置く国々が続出し、中露主導の上海協力機構の影響力が高まった。
2022年のロシアによるウクライナ侵攻後、ウクライナと同様、ロシアとの国境問題、あるいはロシア政府の後援を受ける親ロシア派勢力やロシア語話者と政府の対立を抱える旧ソ連諸国の一部では、ロシアと距離を置く動きを見せている。

### 南アジア
インドとパキスタンは双方がアメリカと密接な関係にありながら、中国製・ロシア製の軍事兵器も多く輸入して上海協力機構に参加している。

### 中南米
中米・南米諸国においては21世紀に入ってベネズエラのウゴ・チャベス政権発足以降、中露両国と関係を強化して左傾化が進み、アメリカの勢力圏から離脱していた。一時は、ベネズエラ・ボリビア・エクアドル・ニカラグア・ホンジュラス・エルサルバドルでは反米左派の指導者による政権が誕生。また、アルゼンチン・ブラジル・ウルグアイ・パラグアイ・パナマ・コスタリカ・ペルー・チリにおいてはアメリカとは友好関係を継続しつつも一定の距離を置く左派指導者による政権が誕生した。
しかし、2009年にホンジュラスでクーデターが起き、親米右派の指導者による政権へ回帰、2012年にパラグアイではクーデターにより4年間務めた左派指導者による政権が失脚して親米右派の指導者による政権へと回帰。2014年にパナマで5年ぶりに右派指導者による政権が誕生、2015年にアルゼンチンで12年ぶりに親米右派の指導者による政権が誕生、エクアドルでは2017年に誕生した左派系大統領はアメリカとの関係を修復等の軌道修正を行い、2019年にブラジルでも16年ぶりに左派指導者による政権から親米右派の指導者による政権へと回帰するなどベネズエラの経済政策の失敗に影響されて親米右派への回帰が進む。
一方、メキシコでは2018年に初の本格的な左派指導者ロペスオブラドールによる政権が誕生。このように、南米はかつてのようなブラジルやアルゼンチンに代表されるアメリカの裏庭の時代へ回帰する国々とベネズエラやボリビア、ニカラグアのようなそうでない国々に二分しつつあり双方の対立は激化している。左翼ゲリラとの戦いから歴史的にアメリカが深く支援を行ってきたコロンビアにおいては一貫して親米右派の指導者による政権であったが、2022年に初の左派政権が誕生。チリは左右の政権交代が何度もあっても政策的には極端にぶれずに中道路線と安定的な政情を歩んでいたが、2022年に左派政権が誕生した。
反米左派の国家であっても、ニカラグアはロシア軍の基地があったりし、同じく反米国家である中国と国交を結ぶため台湾と断交し、反対派を弾圧したりするのが顕著である。ベネズエラは、かつては親米政権であったが、チャベス政権以降反米に転じ、現在のマドゥロ政権に引き継がれロシアと協力していたり経済破綻があったため、アメリカからの制裁を受けている。キューバは、革命以降共産党政権であるため、一貫して反米左派であり、2015年にアメリカと国交を回復をしたものの、トランプ政権以降は再び制裁を出されるほど関係が悪化し、2021年に再びテロ支援国家に指定されている。これらの反米左派政権の国は、バイデン政権によって米州機構の会合に独裁者を招待しない方針を示したため、メキシコやアルゼンチンなどから反発が相次いだ。

### 中東
中東では1990年代のオスロ合意により長らく続いていた中東戦争終結で一時的に安定化した物の2000年代以降対テロ戦争によりアメリカが中東での活動を活発化。アメリカから支援を受けるイスラエルが2006年・2014年にガザ地区を攻撃するなど中東戦争も再燃。中東ではイランを中心に反米親露勢力が拡大している。

### 西アフリカ
西アフリカでは長らくフランスによる植民地支配が続いていたものの1960年に独立。しかし独立後も軍事面では対IS作戦などを目的としたフランス軍の現地駐留が行われ、経済面ではCFAフランによる経済支配が行われる。などフランスの影響力はかなり高い状態が続けられた。しかし2020年以降若年層を中心に西アフリカ各地で反フランス感情が高まりその結果各国からフランス軍が撤退。フランス軍が撤退した地域には今まで対IS作戦を行っていたフランスに変わりロシアの民間軍事会社ワグネルが派遣されるなどロシアの影響力が拡大している。

## 関連するフィクション

### 書籍および映像作品
- 小説『宇宙の戦士』（作：ロバート・A・ハインライン） - 米中戦争後の世界が描かれている。1959年12月
- 小説『米中戦争』（作：ハンフリー・ホークスリーとサイモン・ホルバートン、訳：山本光伸、二見書房） - 1998年5月
- 小説『ジャック・ライアン』シリーズ（作：トム・クランシー著、新潮文庫） - 下記4作品。
  - 日米開戦 - 日印中陣営 vs 米露陣営という作品世界観となっている。1994年
  - 合衆国崩壊 - 1997年11月、ISBN 978-4102472071
  - 大戦勃発 - 2002年2月、ISBN 978-4102472217
  - 米中開戦 - 2012年12月4日、ISBN 978-0399160455
- 小説『新世紀日米大戦』（作：大石英司） - 日中陣営 vs 米露陣営という作品世界観となっている。
- ドラマ『ハワイ5-0』 - 1968年～1980年。（米中冷戦が殆ど取り沙汰されなかった）米ソ冷戦時代、本作品世界においては米中対立が描かれていた。
- 映画『007 ジェームズ・ボンド』シリーズ
  - 『007 トゥモロー・ネバー・ダイ』 - 1997年
- 映画『レッド・ドーン』 - 2012年。当初の脚本では敵国は中国だったが、政治的配慮で北朝鮮に差し替えられた[248]。
- 映画『エンド・オブ・ザ・ワールド』 - 2000年。台湾をめぐる米中核戦争後の世界が描かれている。
- 漫画『MOONLIGHT MILE』（作：太田垣康、小学館） - 2001年5月
- 漫画『狂四郎2030』（作：徳弘正也、集英社） - 1997年～2004年
- 漫画『ぼくらの』（作：鬼頭莫宏、小学館） - 2004年～2009年
- アニメ『ザ・シンプソンズ』シリーズ シーズン22 第12回（全シーズン通算 第476回）『バイクが欲しい！』（原題："Homer the Father"、専門チャンネルFOX） - 2011年1月23日
- アニメ『攻殻機動隊 STAND ALONE COMPLEX』シリーズ
  - 『攻殻機動隊 S.A.C. 2nd GIG』 - 2004年。米中冷戦下の日本が舞台。

### ゲームソフト
- FPS『バトルフィールド』シリーズ（エレクトロニック・アーツ）
  - バトルフィールド2 - 2005年7月7日発売。
  - バトルフィールド4 - 2013年10月29日発売。
  - バトルフィールド2 モダンコンバット - 2005年10月25日発売。
- FPS『CoD』シリーズ（アクティビジョン）
  - コール オブ デューティ ブラックオプス2 - 2012年11月13日発売。
- FPS『Operation Flashpoint: Dragon Rising』 - 2009年10月6日発売。
- FPS『HOMEFRONT』 - 2011年3月9日発売。当初の脚本では敵国は中国だったが、政治的配慮で北朝鮮に差し替えられた[249]。
- TPS『マーセナリーズ』シリーズ（エレクトロニック・アーツ）
  - マーセナリーズ - 2005年4月28日発売。
  - マーセナリーズ2 ワールド イン フレームス - 2008年8月31日発売。
- RPG『Fallout』シリーズ（ベセスダ・ソフトワークス）
  - Fallout - 1997年発売。中国との核戦争後のアメリカを描いている。
  - Fallout3 - 2008年10月28日発売。
  - Fallout4 - 2015年11月10日発売。